# Ralph-W.-Gerard-Preis
Der Ralph-W.-Gerard-Preis (Ralph W. Gerard Prize) der Society for Neuroscience ist ein für herausragende Gesamtleistungen in den Neurowissenschaften jährlich seit 1978 verliehener Preis. Er ist nach dem US-amerikanischen Neurophysiologen Ralph Waldo Gerard (1900–1974) benannt, einem der Gründer und Ehrenpräsident der Society for Neuroscience und Hochschullehrer in Chicago, der University of Michigan und an der University of California, Irvine. Der Preis ist mit 25.000 Dollar dotiert (Stand 2013).

## Preisträger
- 1978 Stephen W. Kuffler
- 1979 Roger W. Sperry
- 1980 Vernon Mountcastle
- 1981 Herbert H. Jasper
- 1982 Jerzy E. Rose, Clinton N. Woolsey
- 1983 Walle J. H. Nauta
- 1984 Theodore H. Bullock, Susumu Hagiwara
- 1985 Viktor Hamburger, Rita Levi-Montalcini
- 1986 Seymour S. Kety
- 1987 Brenda Milner
- 1988 Horace W. Magoun, David B. Lindsley
- 1989 Seymour Benzer
- 1990 Bernard Katz, Sanford L. Palay
- 1991 Bert Sakmann, Erwin Neher
- 1992 Julius Axelrod
- 1993 David H. Hubel, Torsten N. Wiesel
- 1994 Paul Greengard
- 1995 Hans Thoenen, Eric M. Shooter
- 1996 Louis Sokoloff
- 1997 Eric R. Kandel
- 1998 Edward R. Perl
- 1999 Charles F. Stevens
- 2000 Solomon Snyder
- 2001 W. Maxwell Cowan
- 2002 Patricia Goldman-Rakic, Pasko Rakic
- 2003 A. James Hudspeth
- 2004 Masakazu Konishi, Nobuo Suga
- 2005 Sten Grillner, Eve Marder
- 2006 Horace Barlow, Robert H. Wurtz
- 2007 Friedrich Bonhoeffer, Nicole M. Le Douarin
- 2008 Mortimer Mishkin, Marcus Raichle
- 2009 Lily Jan, Yuh Jan
- 2010 Ricardo Miledi
- 2011 Carla Shatz
- 2012 Colin Blakemore
- 2013 Carol A. Barnes
- 2014 Roger Nicoll, Richard Tsien
- 2015 Story Landis
- 2016 Ben Barres, Thomas Jessell
- 2017 Mary E. Hatten
- 2018 Rodolfo Llinás
- 2019 Michael E. Greenberg, Catherine Dulac
- 2020 György Buzsáki
- 2021 Robert Desimone, Jon Kaas
- 2022 Richard Huganir
- 2023 Michael Stryker
- 2024 Allan Basbaum[1]